# Dialefa
La dialefa es una figura literaria por la cual se produce la separación de un diptongo, formando dos sílabas en lugar de una, como correspondería gramaticalmente. Se indica con la colocación de dos puntos, llamados crema, diéresis o puntos diacríticos, sobre la vocal débil o la de menor intensidad fonética del diptongo.
Por ejemplo, en «El suave susurro» la palabra suave tiene dos sílabas, pues en la primera hay un diptongo, una sola sílaba gramatical con el diptongo «ua» (sua-ve). En una composición en la que este verso debiera ser heptasílabo, se aplicaría la diéresis separando el diptongo, «su-a», para dar lugar a tres sílabas métricas en la palabra (su-a-ve). Para indicar esta licencia se coloca el signo correspondiente, la diéresis (süave). Así, este verso de seis sílabas gramaticales consigue siete sílabas métricas (el-su-a-ve-su-su-rro).